# Otto Roelen
Otto Roelen (ur. 22 marca 1897 w Mülheim an der Ruhr, zm. 30 stycznia 1993 w Bad Honnef) – niemiecki chemik.
Ukończył w 1922 studia chemiczne na Technische Hochschule Stuttgart. Od tego roku pracował wraz z Franzem Fischerem i Hansem Tropschem w Kaiser-Wilhelm-Institute für Kohlenforschung (Instytut Cesarza Wilhelma Badań nad Węglem). Odkrył proces hydroformylowania (synteza okso) do otrzymywania aldehydów z alkenów i tlenku węgla w 1938 roku.
Podczas II wojny światowej był głównym chemikiem w Ruhrchemie, a po wojnie opisał szczegółowo cały proces hydroformylowania w czasie przesłuchania przez pracowników Brytyjskiego Departamentu ds. Badań Naukowych i Przemysłu.
W 1963 roku został nagrodzony nagrodą Adolfa von Baeyera przez Niemieckie Towarzystwo Chemiczne. Towarzystwo DECHEMA przyznaje Medal Otto Roelena.